# Мачка
Мачка (тур. Maçka, греч. Ματσούκα, лаз. Maçxa, также упоминался в русскоязычных документах как Джевизлик) — город Турции, расположенный в иле Трабзон. Его население составляет 24 709 человек (2022). Высота над уровнем моря — 464 м.

## История

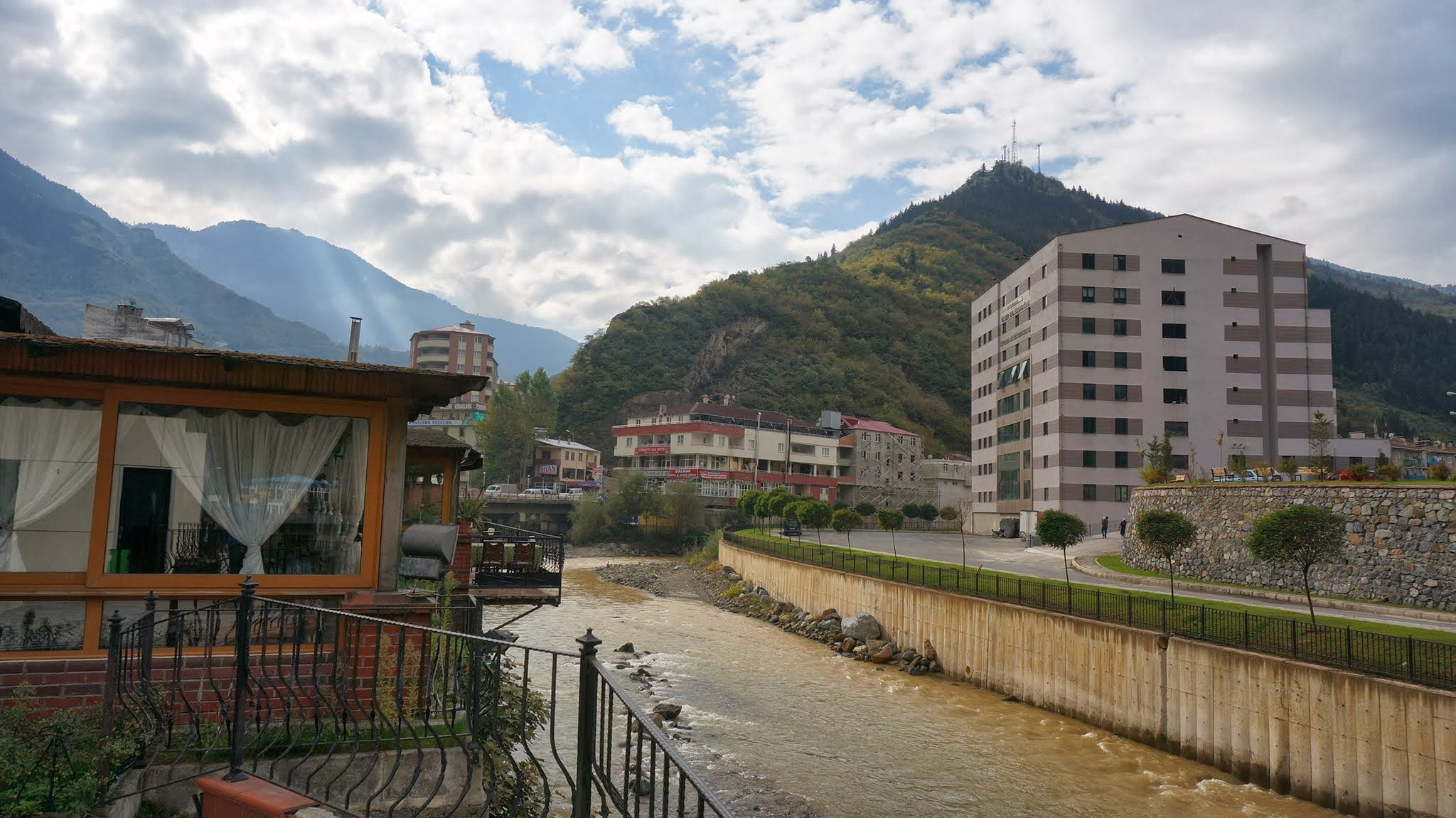
Улица в Мачке

Город возник на горной дороге предположительно во времена Римской империи. В 386 году нашей эры, когда Мачка входила в состав Византийской империи, в горах недалеко от селения был основан монастырь. Византийские императоры всячески благоволили монастырю, что также обусловило развитие и города Мачки.
В XIII веке Мачка стала частью Трапезундского царства. Правители выделяли значительные средства монастырю, который приобрёл значительный вес на полуострове Малая Азия. Даже после завоевания Мачки в 1461 году султаном Османской империи — Мехмедом II — город и монастырь Сумела получили особый статус, гарантировавший им защиту. Город был центром Родопольской митрополии Константинопольского патриархата.
В период Геноцида понтийских греков (1914-1922), монастырь неоднократно подвергался вандализмам и грабежу со стороны турок, пока не был сожжён в 1922 году. 
Монахи были изгнаны. Спрятанная ими чудотворная икона Панагия Сумела, была в 1930 году вывезена в Грецию, где понтийские беженцы создали новый монастырь Панагии Сумела близ города Верия в Македонии. 
1990-е годы ознаменовались решением турецкого правительства возродить исторические памятники северо-восточной части страны в туристических целях. Мачка стала быстро развиваться как туристический центр. Открытие национального парка Алтындере с уникальной красивейшей природой и реставрация монастыря Панагия Сумела обусловили быстрое развитие города.